# Gianni Pittella
Giovanni Saverio Furio Pittella, detto Gianni (Lauria, 19 novembre 1958), è un politico italiano.
È stato deputato alla Camera dal 1996 al 1999. europarlamentare dal 1999 al 2018, dove ha ricoperto gli incarichi di vicepresidente vicario del Parlamento europeo dal 2009 al 2014 e presidente dell'Alleanza Progressista dei Socialisti e dei Democratici dal 2014 al 2018, e senatore della Repubblica dal 2018 al 2022. Sindaco del comune di Lauria dal 5 ottobre 2021 all'1 agosto 2025, dimissioni.

## Biografia
Si è laureato in Medicina e Chirurgia, poi si è specializzato in Medicina legale e forense presso l'Università degli Studi di Napoli Federico II. È sposato e ha due figli.
Seguendo il percorso di suo padre Domenico, senatore socialista dal 1972 al 1983, e di suo fratello minore Marcello, presidente della Regione Basilicata dal 2013 al 2018, Gianni Pittella si impegna soprattutto in politica; è stato, infatti, consigliere comunale di Lauria nel 1979 a soli 21 anni, consigliere regionale e assessore della giunta regionale della Basilicata con deleghe regionali alla formazione, alla cultura e alle attività produttive nel 1980 a soli 22 anni, segretario regionale del Movimento Giovanile Socialista, l'organizzazione giovanile del Partito Socialista Italiano (PSI).
Già membro del PSI, con il quale viene candidato alle elezioni europee del 1994 risultando il primo dei non eletti nella circoscrizione Italia meridionale. Nel 1994, allo scioglimento del PSI passa nella Federazione Laburista di Valdo Spini.
Alle elezioni politiche del 1996, viene candidato alla Camera dei deputati per l'Ulivo, sconfiggendo, nel collegio uninominale di Lauria, il candidato del Polo per le Libertà col 55,6% dei voti contro il 37,3% della coalizione avversaria, e viene eletto.
Nel 1998 segue la confluenza della Federazione Laburista nei Democratici di Sinistra di Massimo D'Alema, diventando membro della Direzione nazionale e Responsabile nazionale per gli Italiani nel Mondo.

### Istituzioni europee
Si dimette alla Camera dei deputati nel 1999, quando viene eletto alle elezioni europee del 1999 europarlamentare al Parlamento europeo, venendo sostituito dopo le elezioni suppletive dal collega di partito Antonio Luongo.
Confermato deputato europeo alle elezioni del 2004, nel novembre 2006 è stato nominato all'unanimità presidente della delegazione italiana dei DS nel gruppo del Partito del Socialismo Europeo (PSE) in seno al Parlamento europeo, incarico da lui svolto fino alle successive elezioni del 2009. Dal 14 luglio dello stesso anno è vice presidente vicario del Parlamento Europeo, dopo essere stato rieletto per la terza volta con il Partito Democratico nella circoscrizione Italia meridionale, ricevendo 136 455 preferenze. È iscritto al gruppo parlamentare dell'Alleanza Progressista dei Socialisti e dei Democratici fino al febbraio 2014, quando aderirà, insieme al PD di cui è membro, al gruppo parlamentare del Partito del Socialismo Europeo. Il parlamentare riceve la nomina di vicepresidente vicario al primo turno con un totale di 360 su 684 voti validi, risultando il più votato tra i 14 vicepresidenti; viene riconfermato alla carica il 18 gennaio 2012, quando riscuote ancora il maggior consenso con 319 voti di preferenza. Fa parte dei comitati di conciliazione tra Parlamento europeo e Consiglio dell'Unione europea.
È membro della Commissione per i bilanci, della Commissione per i problemi economici e monetari, della Commissione temporanea sulle sfide e i mezzi finanziari dell'Unione allargata nel periodo 2007-2013, della Delegazione alla commissione parlamentare mista UE–Romania, della Delegazione alla commissione di cooperazione parlamentare UE–Moldavia.

### Elezioni primarie del PD del 2013

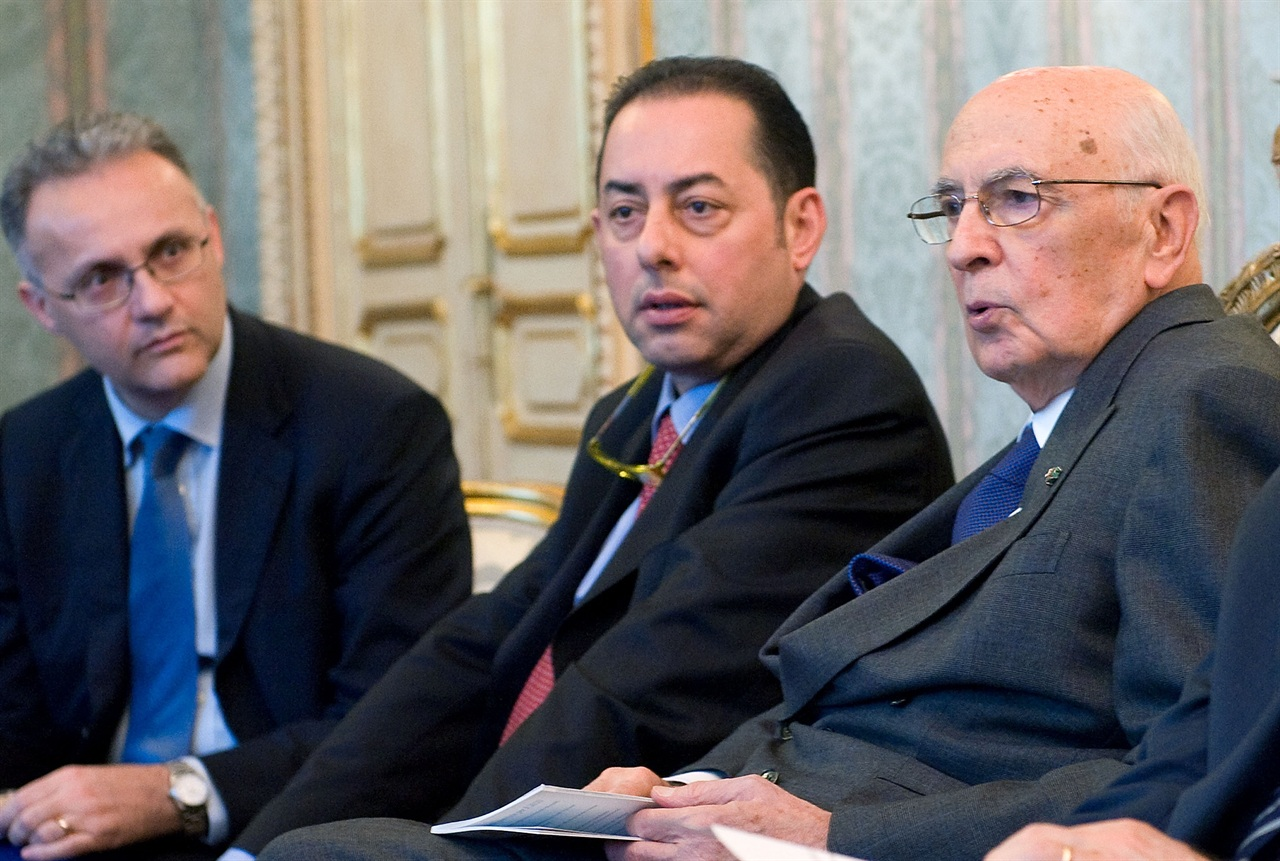
Gianni Pittella (al centro) con Mario Mauro e il Presidente della Repubblica Giorgio Napolitano nel 2010

L'8 aprile 2013 lancia la sua candidatura alle primarie di quell'anno per la carica di segretario del PD, ricevendo il sostegno dell'ex segretario generale della UIL Giorgio Benvenuto, dell'ex presidente della Regione Piemonte Mercedes Bresso e del deputato Fabio Porta.
Il 21 ottobre 2013 propone la sua mozione congressuale, ma alla fine, è Matteo Renzi ad essere eletto segretario in quanto Pittella, classificatosi all'ultimo posto, il quarto, con solo il 5,8% di preferenze fra gli iscritti, non è neppure designato a partecipare alla competizione elettorale.
In seguito, la direzione nazionale del suo partito approva una deroga che gli consente di candidarsi per la quarta volta al Parlamento europeo. Risultando il primo degli eletti nelle elezioni europee del 2014 tra i candidati del PD nella circoscrizione Italia meridionale centra così l'obiettivo del quarto mandato europeo con 234 011 preferenze davanti alla capolista Pina Picierno.

### Presidente del gruppo dei Socialisti e Democratici
Dal 19 giugno al 1º luglio 2014 è presidente ad interim del Parlamento europeo a seguito delle dimissioni di Martin Schulz, che viene poi rieletto Presidente del Parlamento europeo. Il 2 luglio 2014 diventa presidente dell'Alleanza Progressista dei Socialisti e dei Democratici (S&D) al Parlamento europeo subentrando all'austriaco Hannes Swoboda. Pittella è il primo italiano a guidare il gruppo dei socialisti all'Europarlamento.
Tra le sue battaglie politiche l'idea di unificare politicamente gli stati membri dell'Unione europea per attuare l'annoso progetto, mai avviato e sul quale ha anche scritto un libro, degli Stati Uniti d'Europa.

### Senatore della Repubblica
Alle elezioni politiche del 2018 viene candidato al Senato della Repubblica nel collegio uninominale Basilicata - 01 (Matera), sostenuto dalla coalizione di centro-sinistra in quota PD, ottenendo il 21,38% dei voti e venendo sconfitto dal candidato del Movimento 5 Stelle Saverio De Bonis e superato dal candidato del centro-destra Pasquale Pepe. Viene comunque eletto senatore in virtù della candidatura nelle liste proporzionali del PD nel collegio plurinominale Campania - 03.
Nel dicembre 2019 è tra i 64 firmatari (di cui altri 6 del Partito Democratico) per il referendum confermativo sul taglio dei parlamentari svoltosi nel settembre 2020.

### Sindaco di Lauria
Il 18 agosto 2021 annuncia la sua candidatura a sindaco di Lauria, sua città natale. Vince al primo turno le elezioni del 3 e 4 ottobre con oltre il 53% dei consensi.
Il 21 agosto 2022 annuncia, tramite un post su Facebook, l'abbandono del PD e la propria adesione ad Azione di Carlo Calenda.